# 公園大道345號槍擊案
美東夏令時間2025年7月28日，美國紐約市曼哈頓中城公園大道345號內發生一宗大規模槍擊案。27歲的肖恩·田村身穿防彈衣於當地時間下午18時28分闖入大樓，手持AR-15式步槍開火，當場殺害4人。首名遇害者為一名休班中的紐約市警員。田村在犯案後將自己反鎖並飲彈身亡。這宗案件為自2000年皇后區雲狄斯餐廳大屠殺以來，紐約市最嚴重的一次大規模槍擊案。警方正深入調查其犯案動機。

## 槍擊案

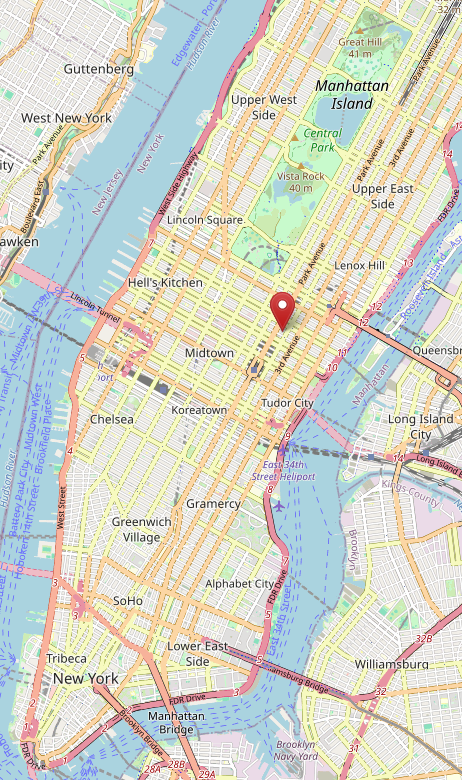
公園大道345號摩天大樓位於紐約中央公園東南方

兇手肖恩·田村於2025年7月26日由拉斯維加斯駕車出發前往紐約市，沿途曾多次停留，包括當日在科羅拉多州、翌日於內布拉斯加州與愛荷華州交界，並於案發當天在紐澤西州哥倫比亞短暫停留後抵達曼哈頓中城。
他將車停泊在大樓附近後，步行進入建築物內，首先在大堂開槍，擊斃一名名為迪達魯爾·伊斯蘭的休班警員，以及一名躲藏在柱子後的女子。該女子是黑石集團旗下的一個不動產投資信託基金負責人。之後，他繼續在大堂胡亂掃射，擊中一名男子，並向升降機旁的保安開槍。根據紐約市警察局局長潔西卡·蒂施表示，他在期間曾讓一名身處升降機內的女子離開，未有傷害對方。
其後，田村乘升降機前往33樓，該層為魯丁管理辦公室所在地。他在樓層內開槍射殺茱莉亞·海曼，然後將自己反鎖，並開槍自盡。
事件發生後，紐約市警方、消防部門及聯邦調查局迅速到場應對。根據初步調查，田村疑似原本打算襲擊設於該大樓多層樓面的國家美式足球聯盟辦公室，但因誤搭升降機而未能抵達該處。官方確認他是單獨行兇，沒有同夥。

## 受害者
槍擊案未計行兇者，共造成4人死亡，一人重傷。死者包括36歲的迪達魯爾·伊斯蘭（Didarul Islam），他是休班警員，當時正以保安身份在現場執勤，其背部中彈，送院搶救期間不治。當他被抬上救護車時，街上的市民與警員列隊向他致敬。另一名死者是韋斯利·勒帕特納（Wesley LePatner），為黑石集團不動產投資信託的行政總裁。同樣在事件中罹難的，還有27歲的茱莉亞·海曼（Julia Hyman），她於2020年畢業於康乃爾大學，任職於魯丁管理。
第四名死者為46歲的保安員阿蘭·艾蒂安（Aland Etienne）。另有一名國家美式足球聯盟（NFL）財務部門職員克雷格·克萊門蒂（Craig Clementi）於事件中背部中槍，情況危殆。在混亂中逃離現場的另外4人則受輕傷。

## 行兇者
槍擊案兇手被確認為27歲的肖恩·德文·田村（Shane Devon Tamura，1998年1月19日—2025年7月28日）。案發時他居住於拉斯維加斯。他出生於夏威夷，並於加利福尼亞州聖塔克拉利塔長大。中學時期，他在金谷高中加入美式足球初級代表隊，其後轉讀洛杉磯聖費爾南多谷格拉納達山的格拉納達山特許高中，並成為校隊跑衛。
多名前隊友向電視台KABC-TV表示，田村「是個好隊友、好人」，亦有人稱他是個「愛搞笑的人」。
根據Caesars Entertainment發佈的資料，田村於內華達州天堂市的馬蹄鐵拉斯維加斯賭場監控部門工作。CNN指他持有一張手槍隱藏攜帶許可證，並曾擁有私家偵探執照，惟該執照已過期。事發當時，他的車內藏有一支上彈左輪手槍、多個彈匣與彈藥、一個背囊及處方藥物。他並無重大前科。
拉斯維加斯當局指出，田村有精神健康紀錄，曾於2022年及2024年兩度在內華達州接受精神科強制留院觀察。他遺下一封遺書，聲稱自己患上慢性創傷性腦病變（CTE），該疾病常見於參與接觸性運動者。信中寫道：「泰瑞·隆恩打球害我患上CTE，我才會喝下一加侖防凍劑」、「請研究我的大腦，對不起，替我向里克道歉」及「你無法對抗NFL，他們會輾碎你」。泰瑞·隆恩曾是國家美式足球聯盟球員，被診斷患有慢性創傷性腦病變，並於2005年自殺身亡，死因同樣為飲用防凍劑。
信中提到的「里克」（Rick）相信是田村在馬蹄鐵酒店任職期間的上司，據報該人曾為田村購買犯案武器的下機匣。此外，當局還發現另一封未公開的遺書，也提到慢性創傷性腦病變。
拉斯維加斯警方事後在田村身上發現其於2022年領取的隱藏攜槍許可證。根據克拉克縣法院紀錄，他並無嚴重案底，僅涉及一些輕微罪行，包括一宗於2023年的非法侵入案，但該指控已於一個月後撤銷。他的鄰居表示對他並無印象，但認得他駕駛的車輛，據稱該車經常出入他們位於「沙漠海岸」的有閘社區。根據NBC新聞公佈的資料，他曾於2019至2024年間持有由內華達州私人偵探發牌局發出的工作證，但該證並不涵蓋槍械持有權限。

## 後續
在槍擊案翌晚，數百名市民聚集於曼哈頓布萊恩特公園，出席一場多宗教祈禱守夜儀式，為遇難者致哀。紐約市長艾瑞克·亞當斯、紐約州州長凱西·霍赫爾、警察局長蒂施及多名宗教領袖亦有到場。現場擺放鮮花與蠟燭；全市政府建築同時降半旗致哀。
同時，為休班殉職警員迪達魯爾·伊斯蘭及其家人設立的網上籌款活動，至今已籌得超過20萬美元。

### 反應
紐約市市長艾瑞克·亞當斯在記者會上譴責事件為「極度暴力、卑鄙可恥的行為」，並讚揚被殺的保安人員迪達魯爾·伊斯蘭是英雄，指出他在危急時刻奮不顧身，英勇守護他人。亞當斯亦表示，事件仍需進一步深入調查。
美國總統當勞·特朗普在真實社交發文表示已接獲事件簡報，並形容槍擊案為「毫無意義的暴力行為」，向死者家屬表達哀悼與慰問。
紐約州州長凱西·霍赫爾則透過記者室發表聲明，重申加強槍械管制的急切性。她指出：「現在就是行動的時機。美國人民早已厭倦單靠慰問與祈禱，他們應該看到真正的行動。國會必須鼓起勇氣，對抗槍械遊說勢力，立即通過全國性的攻擊武器禁令，才可阻止更多無辜生命枉死。」

## 調查
案發後，紐約市警察局人員檢查田村的汽車，在車內發現一把已上彈的柯爾特蟒蛇.357麥林左輪手槍、數發子彈、處方藥物，以及兩部手機。